# Kevin Jarre
Kevin Jarre (* 6. August 1954 in Detroit, Michigan; † 3. April 2011 in Santa Monica, Kalifornien) war ein US-amerikanischer Drehbuchautor und Filmproduzent.

## Leben
Jarres Mutter, die Schauspielerin Laura Devon, zog Anfang der 1960er Jahre von Detroit nach Los Angeles. Von 1962 bis 1966 war sie mit Brian Kelly verheiratet, der die Vaterrolle übernahm und bei dem er nach der Scheidung seiner Eltern zeitweise in Wyoming wohnte. 1967 heiratete seine Mutter den Filmkomponisten Maurice Jarre, der Kevin adoptierte. Dadurch wurde er zum Stiefbruder des Musikers Jean-Michel Jarre und der Szenenbildnerin Stéfanie Jarre.
1985 schrieb er die Geschichte zu Rambo II – Der Auftrag, das von Sylvester Stallone und James Cameron zum Drehbuch bearbeitet wurde. Gemeinsam wurden sie im darauf folgenden Jahr mit der Goldenen Himbeere für das Schlechteste Drehbuch ausgezeichnet. Jarre war seit seiner Kindheit fasziniert vom Sezessionskrieg, insbesondere der 54. Massachusetts Freiwilligeninfanterie. Nach jahrelangen Recherchen entstand 1989 nach seinem Drehbuch das auf wahren Begebenheiten basierende Historiendrama Glory, welches mit drei Oscars ausgezeichnet wurde. Er war hierfür 1990 sowohl für den Golden Globe Award und den Writers Guild of America Award nominiert, konnte jedoch keine der Auszeichnungen gewinnen.
1993 arbeitete er an einem weiteren Historiendrama, Tombstone, über die legendäre Schießerei am O. K. Corral. Eigentlich wollte Jarre sein Drehbuch als Regisseur selbst inszenieren und gemeinsam mit Kevin Costner produzieren. Aufgrund von Meinungsverschiedenheiten produzierte Costner letztlich zeitgleich Wyatt Earp – Das Leben einer Legende. Unter anderem durch die hierdurch entstandene Konkurrenz und Differenzen bezüglich der Drehbuchlänge kam es zu Problemen beim Dreh von Tombstone, aufgrund derer Jarre nach dem Abdreh nur weniger Szenen mit Charlton Heston durch den Regisseur George P. Cosmatos ersetzt wurde.
1997 schrieb Jarre das Drehbuch zum Thriller Vertrauter Feind mit Harrison Ford und Brad Pitt in den Hauptrollen. Im selben Jahr produzierte er die Neuverfilmung Der Schakal mit Bruce Willis und Richard Gere nach dem Roman von Frederick Forsyth. Seine letzte Hollywoodarbeit war der Abenteuerfilm Die Mumie, bei der er als Ausführender Produzent und Dramaturg wirkte.
Jarre erlag im Alter von 56 einer Herzinsuffizienz.

## Filmografie (Auswahl)
- 1985: Rambo II – Der Auftrag (Rambo: First Blood Part II)
- 1989: Glory
- 1993: Tombstone
- 1997: Der Schakal (The Jackal)
- 1997: Vertrauter Feind (The Devil’s Own)
- 1999: Die Mumie (The Mummy)

## Auszeichnungen
- 1986: Goldene Himbeere in der Kategorie Schlechtestes Drehbuch für Rambo II – Der Auftrag
- 1990: Golden-Globe-Award-Nominierung in der Kategorie Bestes Filmdrehbuch für Glory
- 1990: Writers-Guild-of-America-Award-Nominierung in der Kategorie Best Screenplay Based on Material from Another Medium für Glory